# Afromastax tshelana
Afromastax tshelana är en insektsart som beskrevs av Marius Descamps 1977. Afromastax tshelana ingår i släktet Afromastax och familjen Thericleidae. Inga underarter finns listade i Catalogue of Life.